# Commission nationale des droits de l'homme (Mali)
Pour les articles homonymes, voir Commission nationale des droits de l'Homme (homonymie).
La Commission nationale des droits de l'homme (CNDH) est un organisme gouvernemental malien créé par la loi 19 novembre 2009 et le décret du 30 novembre 2009, placé sous la tutelle du ministère de la Justice qui remplace la Commission nationale des droits de l'homme créée par le décret du 16 mars 2006.
La CNDH a pour mission de « contribuer à la promotion et au respect des droits de l'homme par des conseils, des propositions et des évaluations dans le domaine des droits de l'homme et des libertés fondamentales ». Elle est chargée ainsi d'
- « examiner toutes les situations d’atteinte aux droits de l'homme constatées ou portées à sa connaissance et entreprendre toute action appropriée en la matière auprès des autorités compétentes » ;
- « émettre des avis formuler des recommandations à l'attention du gouvernement ou à toute autorité compétente sur toutes questions relatives aux droits de l'homme » ;
- « attirer l'attention des pouvoirs publics sur toutes décisions ou actions susceptibles de porter atteinte aux droits de l'homme » ;
- « recommander au gouvernement toutes mesures ou actions susceptibles de promouvoir ou de protéger les droits humains notamment dans le domaine législatif et réglementaire et dans les pratiques administratives » ;
- « mener ou participer aux actions de sensibilisation, d’information, d’éducation et de communication tendant à la promotion et au respect des droits de l’homme » ;
- « entreprendre des actions d'information et de sensibilisation pour prévenir la torture et autres peines ou traitements cruels, inhumains ou dégradants »,
- « effectuer, si nécessaire, des visites dans les lieux de détention et informer le gouvernement sur la situation carcérale des détenus ».

Elle établit à l’intention du gouvernement un rapport annuel sur la situation des droits de l'homme
La CNDH est composée de représentants de la société civile, des organisations non gouvernementales spécialisées dans le domaine des droits de l'homme, de représentants des principales confédérations syndicales, des confessions religieuses, du Médiateur de la République, des organisations féminines, d’un député, d’un membre du Conseil économique, social et culturel, d’un représentant du barreau, d’un conseiller national et des représentants de l’administration
Le bureau mis en place le 1er avril 2010 est présidé par Me Kadidia Sangaré Coulibaly